# Bakani
Bakani là một thị trấn thống kê (census town) của quận Jhalawar thuộc bang Rajasthan, Ấn Độ.

## Địa lý
Bakani có vị trí 24°17′B 76°14′Đ / 24,28°B 76,23°Đ Nó có độ cao trung bình là 354 mét (1161 foot).

## Nhân khẩu
Theo điều tra dân số năm 2001 của Ấn Độ, Bakani có dân số 7937 người. Phái nam chiếm 52% tổng số dân và phái nữ chiếm 48%. Bakani có tỷ lệ 65% biết đọc biết viết, cao hơn tỷ lệ trung bình toàn quốc là 59,5%: tỷ lệ cho phái nam là 77%, và tỷ lệ cho phái nữ là 53%. Tại Bakani, 16% dân số nhỏ hơn 6 tuổi.